# Wubbo Ockels
Wubbo Johannes Ockels (* 28. März 1946 in Almelo, Niederlande; † 18. Mai 2014 in Amsterdam) war ein niederländischer Physiker und Raumfahrer. Er war der erste niederländische Staatsbürger im Weltall, nachdem ein halbes Jahr zuvor bereits der gebürtige Niederländer Lodewijk van den Berg ins Weltall gestartet war. Dieser war allerdings zum Zeitpunkt seines Raumfluges bereits US-Bürger.

## Leben
Ockels studierte Physik und Mathematik und bekam 1973 seinen Master. Von 1973 bis 1978 widmete sich Ockels Forschungen an Elementarteilchen am Teilchenbeschleuniger des Instituts für Kernphysik (KVI) der Universität Groningen und erwarb 1978 einen Doktorgrad in Physik und Mathematik.

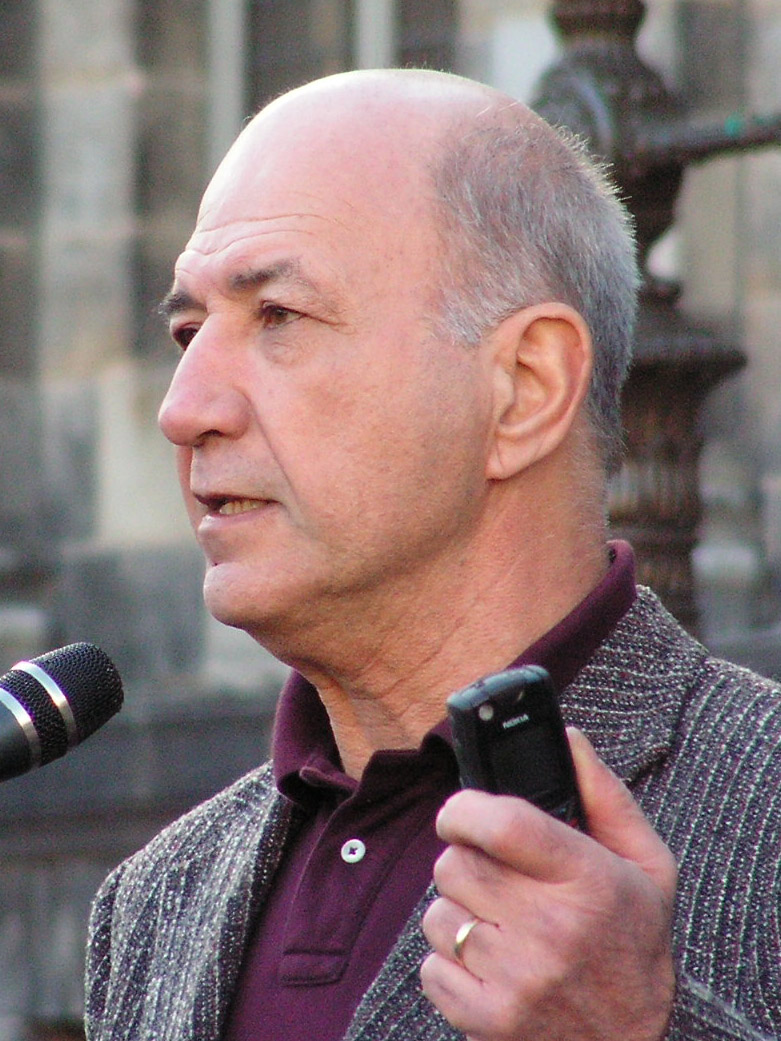
Wubbo Ockels (2007)

Die Europäische Weltraumorganisation (ESA) suchte Bewerber, um ihr erstes Europäisches Astronautenkorps aufzubauen. Den Aspiranten wurde in Aussicht gestellt, in dem von der ESA gebauten Raumlabor an Bord des amerikanischen Space Shuttle forschen zu können. Insgesamt reichten rund 2.000 Wissenschaftler ihre Unterlagen ein, wobei jedes der zwölf ESA-Mitgliedsländer lediglich einen Bewerber vorschlagen sollte. Von diesen zwölf Personen wurden im Dezember 1977 vier Kandidaten ausgewählt, von denen ein halbes Jahr später nur noch drei übrig blieben: neben Ockels der Schweizer Claude Nicollier und Ulf Merbold aus der Bundesrepublik Deutschland. Der Italiener Franco Malerba wurde nicht mehr berücksichtigt.
Alle drei ESA-Astronauten bereiteten sich gemeinsam auf die Teilnahme am ersten Flug des Spacelab vor, bis im Herbst 1982 die Wahl endgültig auf Merbold fiel. Unter dem Kürzel STS-9/Spacelab-1 wurde der Shuttle-Flug ein Jahr später unter dem Kommando von John Young durchgeführt, wobei Merbold der erste Nicht-US-Bürger auf einer Raumfähre war.
Im gleichen Jahr wurde Ockels als Teilnehmer an der D1-Mission, einem Gemeinschaftsprojekt der NASA und der ESA, ausgewählt und flog am 30. Oktober 1985 mit dem Space Shuttle Challenger im Rahmen der STS-61-A-Mission für sieben Tage in den Weltraum.
Ab 1992 war Ockels Professor für Luft- und Raumfahrttechnik an der Technischen Universität Delft. Dort entwickelte er beispielsweise Zugdrachen, die der Energiegewinnung dienen sollten. Ockels war auch außerordentlicher Professor am Institut für Energie und Umwelt (IVEM) der Universität Groningen.
Bei der ESA leitete er das Büro für Bildungsprojekte und war in dieser Funktion auch für die jährlichen Parabelflug-Missionen für Studenten verantwortlich. Außerdem arbeitete er als Berater für das studentische Team Nuon, das wiederholt die World Solar Challenge gewann.
Bereits 2008 war Ockels ein Nierentumor entfernt worden, im Mai 2013 wurde erneut ein Nierenzellkarzinom diagnostiziert. Wubbo Ockels erlag der Erkrankung am 18. Mai 2014 in einem Krankenhaus in Amsterdam.

## Ehrungen
Ockels war Offizier des Ordens von Oranien-Nassau und Träger des Verdienstkreuzes 1. Klasse des Verdienstordens der Bundesrepublik Deutschland. Nach ihm ist der Asteroid (9496) Ockels benannt.
2013 erhielt Ockels den Brandaris-Preis für Nachhaltigkeit, der seit seinem Tod unter dem Namen Wubbo Ockels Brandaris Prijs verliehen wird.
In der Fernsehserie For all Mankind (2. Staffel, 2021) ist ein niederländischer Astronaut gleichen Namens Teil der Handlung.